# Lispe argenteiceps
Lispe argenteiceps är en tvåvingeart som beskrevs av Ma och Mou 1992. Lispe argenteiceps ingår i släktet Lispe och familjen husflugor.
Artens utbredningsområde är Liaoning (Kina). Inga underarter finns listade i Catalogue of Life.